# Корнелия
Корнелия (Cornelia) е име на:
- Корнелия Африканска, (* 190 пр.н.е. - 100 пр.н.е.), дъщеря на Сципион Африкански, майка на Тиберий Гракх и Гай Гракх
- Корнелия Африканска Старша, дъщеря на Сципион Африкански, съпруга на Публий Корнелий Сципион Назика Коркул
- Корнелия Метела, петата съпруга на Помпей Велики
- Корнелия Постума, дъщеря на римския диктатор Луций Корнелий Сула
- Корнелия Сизена, съпруга на Тит Статилий Тавър (консул 26 пр.н.е.)
- Корнелия Сула, майка на Помпея (втората съпруга на Юлий Цезар)
- Корнелия Сципиона, дъщеря на Публий Корнелий Сципион Салвито, втората съпруга на Павел Емилий Лепид
- Корнелия Фауста, дъщеря на Сула, съпруга на Гай Мемий и Тит Аний Мило
- Корнелия Цина, първата съпруга на Цезар
- Корнелия Цина, дъщеря на Луций Корнелий Цина, съпруга на Гней Домиций Ахенобарб (претор)
- Корнелия Марулина, съпруга на Марк Пупиен Африкан
- Юлия Корнелия, майка на Корнелия Сула
- Корнелия (съпруга на Лепид), първата съпруга на триумвир Марк Емилий Лепид
- Корнелия Лентула, дъщеря на Кос Корнелий Лентул, съпруга на Гай Калвизий Сабин
- Корнелия, дъщеря на Апрония Цезения и Лентул Гетулик, омъжва се за син на Луций Елий Сеян
- Корнелия (весталка) († 91 г.)
- Корнелия Супера, императрица на Рим, съпруга на император Емилиан 253 г.
- Корнелия Салонина († 268 г.), Августа, съпруга на римския император Галиен
- Корнелия Шлосер (1750–1777), сестра на Гьоте